# Baytona
Baytona är en ort i Kanada.   Den ligger i provinsen Newfoundland och Labrador, i den östra delen av landet, 1 600 km öster om huvudstaden Ottawa. Baytona ligger 8 meter över havet och antalet invånare är 276.
Terrängen runt Baytona är platt. Havet är nära Baytona åt nordväst. Trakten runt Baytona är nära nog obefolkad, med mindre än två invånare per kvadratkilometer.. Närmaste större samhälle är Summerford, 16,7 km norr om Baytona. 
I omgivningarna runt Baytona växer i huvudsak blandskog.